# 伯明翰南方學院
伯明翰南方學院（英語：Birmingham–Southern College）是位於美國阿拉巴馬州伯明罕 (阿拉巴馬州)的一所四年制私立博雅教育學院。這間學院成立於1856年，和聯合循道會有關係。2024年5月，該校倒閉。

## 歷史

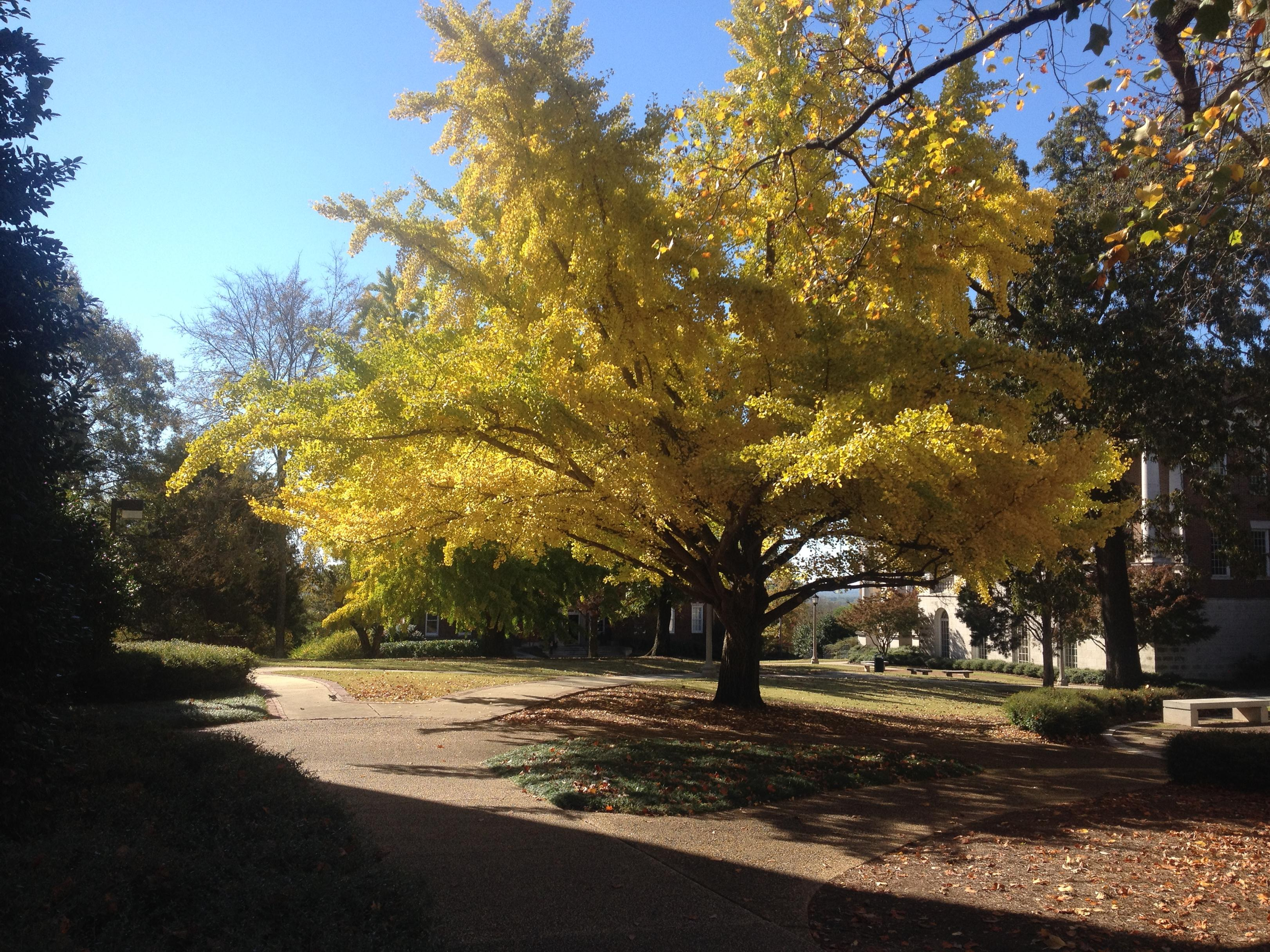

伯明翰南方學院是由1856年成立的南方大學(Southern University）與1898年成立的伯明翰學院（Birmingham College）在1918年合併後的學校。

## 學術
- 根據美國富比士排名，伯明翰南方學院排名在美國南部第96名[7]。

## 校友
- 羅伯特·阿德霍爾特
- 阿曼達·比爾斯
- 馬康衛

## 資料來源
1. ↑  U.S.Department of Education
2. ↑  NCES
3. ↑  2025 American Council on Education
4. ↑  2025 The University of Alabama at Birmingham
5. ↑  NBC News:Nearly 170-year-old private college in Alabama says it will close at the end of May
6. ↑  疫後入學人數未增 全美大學面臨營運危機
7. ↑  Forbes

## 外部連結
- 伯明罕南方學院官方網站